# Highlights der Physik
Die Highlights der Physik sind eine Veranstaltungsreihe des Bundesministeriums für Bildung und Forschung (BMBF) und der Deutschen Physikalischen Gesellschaft (DPG), die seit 2001 (mit einer Unterbrechung wegen der COVID-19-Pandemie im Jahr 2020) jährlich in einer anderen Stadt in Deutschland stattfindet.

## Hintergrund
Die „Highlights der Physik“ gehen auf das „Jahr der Physik 2000“ zurück, mit dem die Deutsche Physikalische Gesellschaft und das Bundesministerium für Bildung und Forschung (BMBF) ihre Initiative „Wissenschaft im Dialog“ begannen. Mit den „Highlights der Physik“ soll jeweils ein Teilgebiet der Physik der breiten Öffentlichkeit nähergebracht werden. Dazu findet einmal jährlich eine große Wissenschaftsveranstaltung statt, in deren Mittelpunkt eine Ausstellung zum Anfassen und Mitmachen steht. Das Rahmenprogramm umfasst eine große Eröffnungsshow, Vorträge, einen Schülerwettbewerb sowie Unterhaltung. Das jeweilige Thema der Veranstaltung orientiert sich am entsprechenden „Jahr der Wissenschaften“. Veranstalter sind das BMBF, die DPG und jeweils ortsansässige Institutionen.
Der Eintritt zu den Veranstaltungen ist frei. Finanziert werden die Veranstaltungen insbesondere aus Geldern des Bundesministeriums für Bildung und Forschung (BMBF) sowie durch Sponsoren.
Zu den „Highlights der Physik“ erscheinen jährlich Themenhefte, die vom Bundesministerium für Bildung und Forschung (BMBF) und der Deutschen Physikalischen Gesellschaft (DPG) herausgegeben werden. Im Jahr 2021 erschienen die Heftinhalte erstmal ausschließlich online.
Für die Organisation der Veranstaltung erhielten Eberhard Wassermann und Axel Carl 2007 die Medaille für naturwissenschaftliche Publizistik der Deutschen Physikalischen Gesellschaft.

## Veranstaltungsreihe „Highlights der Physik“

### 2001 – Physik und Leben
Die erste Veranstaltung „Highlights der Physik“ fand 2001 vom 8. bis 12. Oktober im Deutschen Museum in München statt. Mitveranstalter war das Deutsche Museum.

### 2002 – Die Welt hinter den Dingen
2002 fanden die „Highlights der Physik“ vom 8. bis 12. Juli 2002 in Duisburg statt. Schauplätze waren die Mercatorhalle sowie das Karstadt-Warenhaus in der Duisburger Innenstadt. Mitveranstalter war die Gerhard-Mercator-Universität Duisburg.

### 2003 – Tanz der Elemente
2003 fanden die „Highlights der Physik“ vom 24. bis 28. Juni in der Prager Straße in Dresden statt. Weitere Schauplätze waren das Karstadt-Warenhaus in der Prager Straße, der UFA-Palast, Lokale in der Innenstadt sowie der Dresdner Kulturpalast. Mitveranstalter war die Leibniz-Gemeinschaft.

### 2004 – Spiel der Kräfte
2004 fanden die „Highlights der Physik“ vom 22. bis 26. Juni auf dem Stuttgarter Schloßplatz statt. Mitveranstalter waren der Fachbereich Physik der Universität Stuttgart, die Universitäten Tübingen und Hohenheim sowie die Stuttgarter Max-Planck-Institute.

### 2005 – Zeit - Licht - Zufall
2005 fanden die „Highlights der Physik“ vom 13. bis 18. Juni in Berlin statt. Schauplätze waren die Urania, die Potsdamer Platz Arkaden und der Friedrichstadtpalast. Die Veranstaltung stand im Zeichen des Einsteinjahrs. Mitveranstalter war die Berliner Elektronenspeicherring-Gesellschaft für Synchrotronstrahlung (BESSY).

### 2006 – WellenWelten
2006 fanden die „Highlights der Physik“ vom 6. bis 10. November im Congress Centrum in Bremen statt. Mitveranstalter waren die Universität Bremen und die International University Bremen.

### 2007 – Energie aber wie?
2007 fanden die „Highlights der Physik“ vom 27. August bis 2. September 2007 auf dem Börsenplatz in Frankfurt am Main statt. Dazu gab es Vorträge in der Industrie- und Handelskammer Frankfurt, Live-Experimente in der Galeria Kaufhof, einen Schülerwettbewerb und eine Wissenschaftsshow in der Frankfurter Messe mit ARD-Moderator Ranga Yogeshwar. Mitveranstalter waren die Universität Frankfurt und die Industrie- und Handelskammer.

### 2008 – Quantensprünge
Die „Highlights der Physik“ 2008 fanden vom 14. bis 18. September in der Hallenser Innenstadt statt. Auch diese Ausgabe der Veranstaltung schloss eine von Ranga Yogeshwar moderierte Auftaktveranstaltung, eine Ausstellung, Schülerwettbewerbe und Vorträge ein. Mitveranstalter waren die Martin-Luther-Universität Halle-Wittenberg und das Leibniz-Institut für Festkörper- und Werkstoffforschung Dresden (IFW Dresden).

### 2009 – Adresse: Milchstraße
Die „Highlights der Physik“ 2009 fanden vom 20. bis 24. September in Köln statt und hatten anlässlich des Internationalen Jahres der Astronomie die Astronomie zum Thema. Mitveranstalter war diesmal die Universität Köln.

### 2010 – Gigawatt
Die „Highlights der Physik“ 2010 fanden von 9. bis 14. Oktober in Augsburg statt. Neben einer Mitmach-Ausstellung gab es Live-Experimente, Wissenschaftsshows und Vorträge von Wissenschaftlern zu den physikalischen Grundlagen der Energie. Mitveranstalter war die Universität Augsburg.

### 2011 – Röntgen & Co.
Die „Highlights der Physik“ 2011 fanden vom 27. September bis 2. Oktober in Rostock statt. Moderator der Eröffnungsshow war Ranga Yogeshwar, ein Stargast war Dietrich Grönemeyer. Im Rahmen der Highlights 2011 fand erstmals in dieser Veranstaltungsreihe ein Science-Slam statt. Mit mehr als 35.000 Besuchern innerhalb von sechs Tagen wurde das bislang beste Ergebnis in der elfjährigen Geschichte der Veranstaltung erzielt. Das Thema hatte die Zusammenhänge zwischen Physik und Medizin zum Thema. Veranstaltungsorganisator vor Ort war diesmal die Universität Rostock.

### 2012 – Rätsel der Materie
Die „Highlights der Physik“ fanden vom 18. bis 22. September 2012 unter dem Titel „Rätsel der Materie“ in Göttingen statt.

### 2013 – Vom Urknall zum Weltall
Unter dem Titel „Vom Urknall zum Weltall“ fanden die Highlights der Physik 2013 vom 17. bis 21. September in Wuppertal statt. Die Eröffnungsshow in der historischen Stadthalle Wuppertal wurde wieder von Ranga Yogeshwar moderiert.

### 2014 – Quantenwelten
Die „Highlights der Physik“ 2014 fanden vom 27. September bis zum 2. Oktober in Saarbrücken in Zusammenarbeit mit der Universität des Saarlandes statt.

### 2015 – Lichtspiele
Die „Highlights der Physik“ 2015 fanden vom 22. bis zum 26. September in der „Lichtstadt“ Jena anlässlich des Internationalen Jahres des Lichts statt. Die Friedrich-Schiller-Universität Jena war Mitveranstalter des Wissenschaftsfestivals rund um Licht und optische Technologien, das mehr als 53.000 Besucher anzog und damit die bis dahin erfolgreichste Veranstaltung der Reihe war.

### 2016 – Mikrokosmos
Die „Highlights der Physik“ 2016 fanden vom 27. September bis 1. Oktober 2016 zum Thema „Mikrokosmos“ in Ulm statt. Auf dem Münsterplatz wurden Forschungen aus den Bereichen Bio- und Quantenphysik präsentiert. Die Auftaktveranstaltung mit Ranga Yogeshwar, die in der Ratiopharm-Arena stattfand, besuchten 4500 Menschen. Vorträge im Stadthaus und im Kornhaus waren vielfach ausgebucht.

### 2017 – Struktur und Symmetrie
Zum Thema „Struktur und Symmetrie“ fanden die „Highlights der Physik“ 2017 zwischen dem 18. und 23. September 2017 in Münster statt. Nach Angaben der Veranstalter nutzten mehr als 60.000 Besucher die Angebote. Im Mittelpunkt standen aktuelle Forschungen von der Teilchen- bis zur Geophysik.

### 2018 – Herzrasen
Zum Thema „Medizin und Sport“ fanden die „Highlights der Physik“ 2018 zwischen dem 17. bis 22. September in Dortmund statt.

### 2019 – Zeig Dich!
Die „Highlights der Physik“ 2019 standen unter dem Motto „Zeig Dich!“. Sie fanden vom 16. bis 21. September in Bonn statt.

### 2020 – Rund um Röntgen (Arbeitstitel)
Im Jahr 2020 waren die Veranstaltung vom 21. bis zum 26. September in Würzburg geplant, wurde aber wegen der COVID-19-Pandemie in Deutschland abgesagt.

### 2021 – Durchblick
Das Wissenschaftsfestival fand vom 27. September bis 2. Oktober 2021 in Würzburg statt. Aufgrund der Pandemiebeschränkungen wurden zahlreiche Teile erstmals auch online angeboten. Die zentrale Veranstaltung fand mit einer Mitmachausstellung auf dem Marktplatz in Würzburg statt. Weiterhin gab es unter anderem ein Vortragsprogramm in der Neuen Universität und verschiedene Onlineangebote mit Livestreams und einer 3D-Onlineversion der Mitmachausstellung. Laut Angaben der Veranstalter besuchten jeweils rund 17.000 Personen die Veranstaltung vor Ort und online.

### 2022
Im Jahr 2022 fand die Veranstaltung vom 19. bis 24. September in Regensburg statt. Zahlreiche Programmpunkte wurden auch online angeboten.

### 2023
2023 war Kiel Veranstaltungsort für die „Highlights der Physik“, die vom 25. bis zum 30. September stattfanden.

### 2024
Im Jahr 2024 fanden die „Highlights der Physik“ vom 23. bis 28. September in Hannover statt. Die Veranstaltungen wurden dabei von knapp 34.500 Menschen besucht.

### 2025
Für das Jahr 2025 ist die Veranstaltung in Jena vorgesehen.